# 萊昂斯鎮區 (明尼蘇達州萊昂縣)
萊昂斯鎮區（英語：Lyons Township）是位於美國明尼蘇達州萊昂縣的一個行政鎮區。

## 歷史
萊昂斯鎮區於1873年設立，得名自法國城市里昂。

## 地方資料
萊昂斯鎮區的面積為91.71平方千米，當中陸地面積為91.07平方千米，而水域面積為0.63平方千米。根據2020年美國人口普查的數據，當地共有人口192人，而人口密度為每平方千米2.09人。